# Boffalora d'Adda
Boffalora d'Adda is een gemeente in de Italiaanse provincie Lodi (regio Lombardije) en telt 1304 inwoners (31-12-2004). De oppervlakte bedraagt 8,1 km², de bevolkingsdichtheid is 130 inwoners per km².

## Demografie
Boffalora d'Adda telt ongeveer 526 huishoudens. Het aantal inwoners steeg in de periode 1991-2001 met 11,9% volgens cijfers uit de tienjaarlijkse volkstellingen van ISTAT.
| Jaar | Inwoneraantal |
| ---- | ------------- |
| 1991 | 931           |
| 2001 | 1042          |

## Geografie
De gemeente ligt op ongeveer 78 m boven zeeniveau.
Boffalora d'Adda grenst aan de volgende gemeenten: Zelo Buon Persico, Spino d'Adda (CR), Dovera (CR), Galgagnano, Lodi, Montanaso Lombardo.

## Externe link

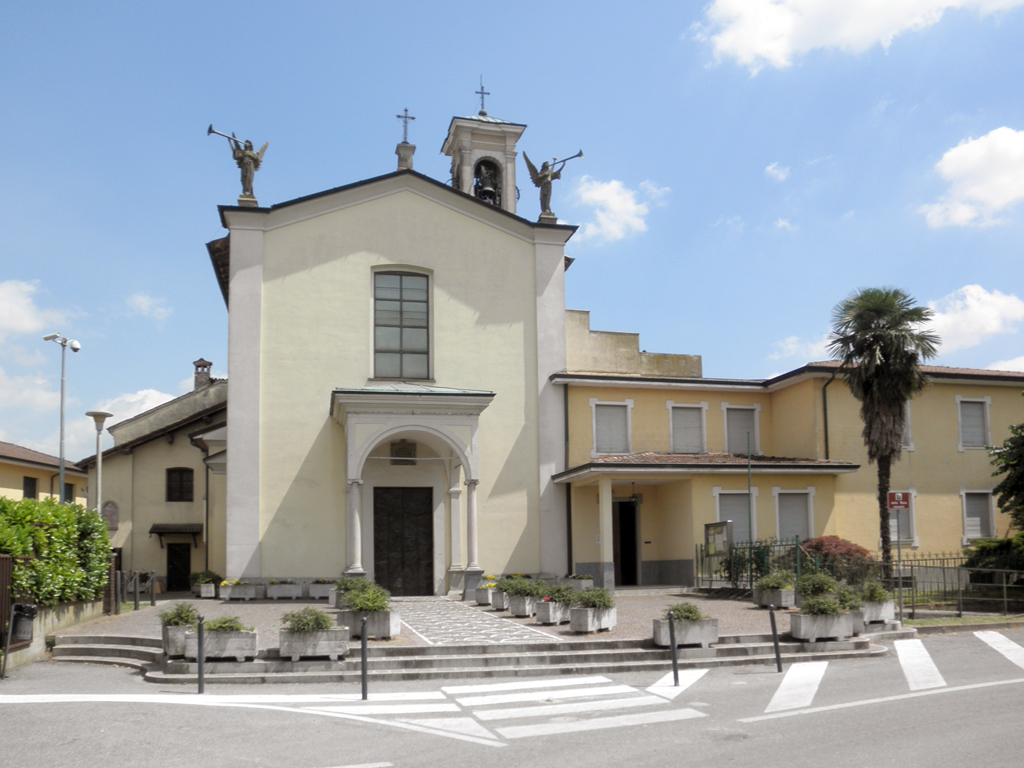
Gemeentehuis